# ضريح حكيم نزاري
ضريح الملا هادي السبزوري (بالفارسية: آرامگاه ملا هادی سبزواری) ضريح تاريخي، يقع في بيرجند. هذا المبنى هو قبر نزاري القهستاني.